# Parona

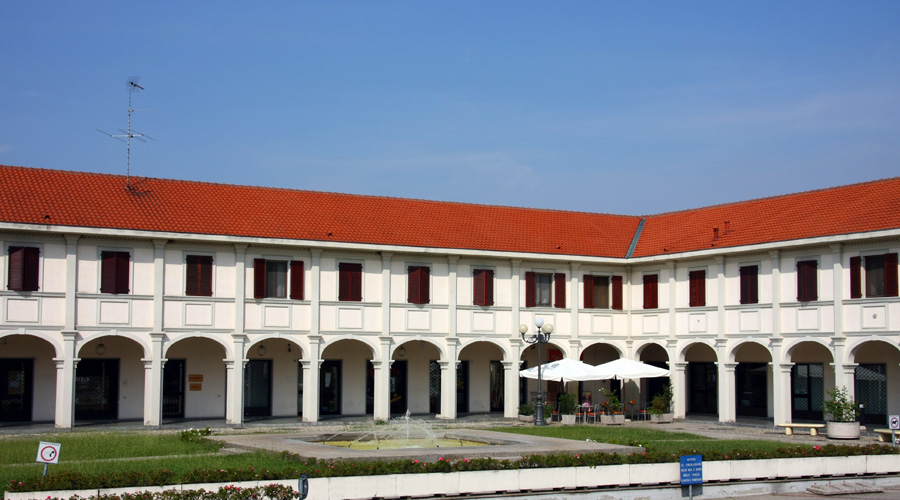
Piazza Nuova

Parona ist eine Gemeinde mit 1849 Einwohnern (Stand 31. Dezember 2023) in der Provinz Pavia in der italienischen Region Lombardei. Parona liegt etwa 33 Kilometer westnordwestlich von Pavia und etwa 40 Kilometer südwestlich von Mailand in der Ebene zwischen Agogna und Terdoppio.

## Verkehr
Der Bahnhof Paronas (Parona Lomellina) liegt an der Bahnstrecke Mailand–Mortara.